# Slapy, Praha-západ
Slapy là một làng thuộc huyện Praha-západ, vùng Středočeský, Cộng hòa Séc.